# Roerichiora stigmatica
Roerichiora stigmatica is een vlinder uit de familie van de Houtboorders (Cossidae). De wetenschappelijke naam van de soort is voor het eerst gepubliceerd in 1879 door Frederic Moore.
De soort komt voor in India (Darjeeling), Bhutan, Vietnam en Thailand.